# Verónica Condomí
Verónica Condomí (Ciudad de Buenos Aires, 30 de noviembre de 1960) es una cantante, compositora y guitarrista argentina de orígenes noroestinos.
En 1970 formó parte de MIA (Músicos Independientes Asociados) formando un dúo con  Liliana Vitale (hermana de Lito Vitale) . En 1980 tuvo con Lito Vitale a su hija Mariela Vitale la cual usa como nombre artístico el nombre de Emme  y  participó de MPA (Músicos Populares Argentinos) junto a Jacinto Piedra, Peteco Carabajal, Chango Farías Gómez y el Mono Izarrualde. En 1990 formó parte del grupo La Nota Negra con Quique Condomí, Irene Cadario, Samy Mielgo y Abel Rogantini. Tocó junto a Javier Malosetti, Oscar Giunta y Ernesto Snajer antes de formar el trío Condomí, Snajer, Guevara. Se desempeña como docente de Canto y recorre el país dando clínicas de la voz buscando recuperar el canto colectivo.
El 25 de mayo de 2014 formó parte de los festejos por el aniversario de la Revolución de Mayo, en el marco del show "Somos Cultura" del Ministerio de Cultura de la Nación.

Obtuvo en 2015 un Premio Konex como una de las 5 mejores cantantes femeninas de folklore de la década en la Argentina.

## Discografía

### Discos con Músicos Independientes Asociados
- Danzas De Adelina (1981)
- Camasunqui (1984)

### Discos con Músicos Populares Argentinos
- Nadie Más Que Nadie (1985)
- Antes Que Cante El Gallo (1987)

### Condomí - Snajer - Guevara
- Cielo Arriba (2001)
- De Los Tres (2005)

### Dúo Liliana Vitale - Verónica Condomí
- Humanas Voces (2009)
- Elementales (2017)

### Discos como solista
- Remedio Pal Alma (2007)
- Camino de Estrellas (2014)